# 18579 Duongtuyenvu
18579 Duongtuyenvu este un asteroid din centura principală de asteroizi.

## Descriere
18579 Duongtuyenvu este un asteroid din centura principală de asteroizi. A fost descoperit pe 5 decembrie 1997 la Caussols, în cadrul proiectului ODAS. Asteroidul prezintă o orbită caracterizată de o semiaxă mare de 2,60 ua, o excentricitate de 0,15 și o înclinație de 0,8° în raport cu ecliptica.